# Шимбілик
Шимбіли́к (рос. Шимбилик) — село у складі Красночикойського району Забайкальського краю, Росія. Адміністративний центр Шимбілицького сільського поселення.

## Населення
Населення — 601 особа (2010; 727 у 2002).
Національний склад (станом на 2002 рік):
- росіяни — 99 %